# Плохоцинек
Плохоцинек (пол. Płochocinek) — село в Польщі, у гміні Варлюбе Свецького повіту Куявсько-Поморського воєводства.
Населення — 285 осіб (2011).
У 1975-1998 роках село належало до Бидгощського воєводства.

## Демографія
Демографічна структура станом на 31 березня 2011 року:
|          | Загалом | Допрацездатний вік | Працездатний вік | Постпрацездатний вік |
| -------- | ------- | ------------------ | ---------------- | -------------------- |
| Чоловіки | 144     | 27                 | 109              | 8                    |
| Жінки    | 141     | 27                 | 91               | 23                   |
| Разом    | 285     | 54                 | 200              | 31                   |